# Prodigiosine
| classe image = skin-invert-image
La prodigiosine est une pyrrole de formule C20H25N3O, rencontrée dans la nature comme la substance rouge que produisent de nombreuses souches de Serratia marcescens,, ainsi que d'autres gammaprotéobactéries à Gram négatif telles que Vibrio psychroerythrus et Hahella chejuensis. Elle est responsable de la teinte rose apparaissant dans des dépôts qui se forment sur la porcelaine, mal entretenue, telle que celle des baignoires, éviers ou cuvettes de toilettes. Elle fait partie de la famille des prodiginines que produisent certaines gammaprotéobactéries à Gram négatif, ainsi que certaines actinobactéries à Gram positif (par exemple Streptomyces coelicolor). Le nom prodigiosine est dérivé de prodigieux (c'est-à-dire quelque chose de merveilleux).

## Métabolite secondaire
La prodigiosine est un métabolite secondaire de Serratia marcescens. Parce qu'il est facile à détecter, il a été utilisé comme système modèle pour étudier le métabolisme secondaire. On sait depuis longtemps que la production de prodigiosine est améliorée par une limitation en phosphate. En effet, dans des conditions de faible teneur en phosphate, il a été montré que les souches pigmentées croissent à une vitesse plus élevée que les souches non pigmentées.

## Fonction religieuse
La capacité des souches pigmentées de Serratia marcescens à pousser sur du pain a conduit les scientifiques à faire de ce phénomène une explication possible des miracles médiévaux de transsubstantiation, dans le contexte desquels le pain eucharistique est converti en Corps du Christ. De tels miracles ont conduit le pape Urbain IV à instituer la fête du Corpus Christi en 1264. Cela faisait suite à la célébration d'une messe à Bolsena en 1263, dirigée par un prêtre bohémien qui avait des doutes concernant la transsubstantiation. Pendant la messe, l'eucharistie semblait saigner et chaque fois que le prêtre essuyait le sang, il en apparaissait davantage. Cet événement est célébré dans une fresque du Palais pontifical de la Cité du Vatican, peinte par Raphaël.

## Activité biologique
La prodigiosine a reçu un regain d'intérêt, du fait de son large éventail d'activités biologiques, telles que des activités antipaludiques, antifongiques, immunosuppressives et antibiotiques. La fonction pour laquelle elle est la plus connue est peut-être sa capacité à déclencher l'apoptose des cellules cancéreuses malignes. Le mécanisme exact de cette inhibition est très complexe et n'est pas entièrement élucidé, mais pourrait impliquer plusieurs processus, y compris l'inhibition de la phosphatase, le clivage par le cuivre de l'ADN double brin, ou la perturbation du gradient de pH par le transport transmembranaire des ions H+ et Cl−. En conséquence, la prodigiosine est une piste médicamenteuse et est en phase d'étude préclinique pour le traitement du cancer du pancréas. La prodigiosine s'est récemment avérée avoir une excellente activité contre Borrelia burgdorferi en phase stationnaire, l'agent causant la maladie de Lyme.

## Production

### Biosynthèse
|  |  |

La biosynthèse de la prodigiosine, et des analogues apparentés, les prodiginines,, implique le couplage convergent de trois anneaux de type pyrrole (marqués A, B et C sur la figure 1) à partir de L-proline, L- sérine, L-méthionine, pyruvate et 2-octénal.
L'anneau A est synthétisé à partir de la L-proline par la voie de la synthase peptidique non ribosomique (NRPS) (figure 2), dans laquelle l'anneau pyrrolidine est oxydé, avec la flavine adénine dinucléotide (FAD+) comme coenzyme pour donner l'anneau pyrrole A. Dans la première étape, la proline est attachée à une protéine peptidyl porteuse (PCP) appelée pigG par l'action de l'enzyme pigI puis l'enzyme pigA effectue l'oxydation.
L'anneau A est ensuite étendu via la voie de la polykétide synthase pour incorporer la L-sérine dans l'anneau B (figure 3). Le fragment de cycle A est transféré de la protéine porteuse de peptidyle (PCP) à la protéine porteuse d'acyle (ACP) par un domaine céto-synthase (KS), suivi d'un transfert vers la malonyl-ACP via une condensation de Claisen décarboxylative catalysée par l'enzyme pigJ. Ce fragment est alors capable de réagir avec le carbanion masqué formé à partir de la décarboxylation médiée par le phosphate de pyridoxal (PLP) de la L-sérine, qui se cyclise dans une réaction de déshydratation pour donner le second cycle pyrrole. Cet intermédiaire est ensuite modifié par oxydation de l'alcool primaire en aldéhyde, catalysée par pigM, et méthylation (qui incorpore un groupe méthyle de la L-méthionine sur l'alcool en position 6) catalysée par pigF et pigN. Cela donne la structure cyclique centrale AB prête pour d'autres transformations, y compris en tambjamines ainsi qu'en prodiginines.
Le cycle C est formé à partir de l'addition décarboxylative médiée par le pyrophosphate de thiamine (TPP) du pyruvate au 2-octénal, catalysée par pigD ; pigE convertit ensuite l'intermédiaire en une amine (à l'aide d'un acide aminé et de PLP) prêt pour la condensation intramoléculaire ; pigB oxyde l'anneau résultant à l'aide d'oxygène et de FAD+, donnant le pyrrole.
Enfin, les deux pièces sont combinées par pigC et son cofacteur adénosine triphosphate (ATP) dans une réaction de déshydratation qui établit un système conjugué sur les trois anneaux et achève la synthèse de la prodigiosine.

### Laboratoire
Les détails de la première synthèse totale de prodigiosine ont été publiés en 1962, confirmant la structure chimique. Comme pour la biosynthèse, l'intermédiaire-clé était l'aldéhyde AB illustré à la figure 5. Cet aldéhyde a ensuite été préparé par d'autres méthodes et utilisé pour fabriquer de la prodigiosine et des produits naturels apparentés.

## Utilisations
Les utilisations pharmaceutiques potentielles de la prodigiosine, ou son utilisation comme teinture, ont conduit à étudier sa production à partir de Serratia marcescens, éventuellement après modification génétique.